# Kid Rena
Henry 'Kid' Rena, bijnaam Little Turk (New Orleans, Louisiana, 30 augustus 1898 - aldaar, 25 april 1949) was een Amerikaanse jazztrompettist en bandleider in de New Orleans-jazz.

## Biografie
Kid Rena zou les hebben gehad van trompettist Manuel Perez. In 1919 verving hij Louis Armstrong in de band van Kid Ory, toen deze ging spelen bij Fate Marable, die actief was op rivierschepen op de Mississippi. Toen Ory in 1922 naar Los Angeles vertrok bleef Rena in New Orleans en richtte hij een eigen band op, waarmee hij ook in Chicago speelde (1923-1924). Later nam hij de leiding over van de Eureka Brass Band, tot hij in 1932 een eigen brass band oprichtte.
Rena beleefde moeilijke jaren tijdens de Grote Depressie, een tijd waarin de New Orleans-jazz in de verdrukking kwam door de opkomst van de swing. In 1940 was hij een van de eerste musici die in New Orleans tijdens de Dixieland-'revival' opnames maakte, als leider van een band waarin onder meer zijn broer Joe (drums) en Alphonse Picou speelde. Rena kon vanaf 1947 wegens gezondheidsproblemen (hij was een alcoholist) niet meer spelen en hij overleed twee jaar later.